# Ekološki turizam
Ekoturizam je oblik turizma koji uključuje odgovorno putovanje (upotrebom održivog prijevoza) u prirodna područja, očuvanje okoliša i poboljšanje dobrobiti lokalnog stanovništva. Njegov cilj može biti obrazovati putnika, osigurati sredstva za ekološko očuvanje, izravno koristiti gospodarskom razvitku i političkom unaprjeđenju mjesnih zajednica ili poticati poštovanje prema raznolikim kulturama i ljudskim pravima. Od 1980-ih, ekoturizam se smatra ključnim pothvatom od strane ekologa, tako da buduće generacije mogu iskusiti odredišta relativno netaknuta ljudskom intervencijom. Ekoturizam se može fokusirati na izobrazbu putnika o lokalnom okruženju i prirodnom okruženju s ciljem ekološkog očuvanja. Neki u pojam ekoturizma uključuju opredjeljenje da se stvore ekonomske mogućnosti koje financijski čine očuvanje prirodnih resursa mogućim.
Općenito, ekoturizam se bavi s međudjelovanjima biotičkih komponenata prirodnog okoliša. Ekoturizam se usredotočuje na društveno odgovorno putovanje, osobni razvoj i održivost okoliša. Ekoturizam obično obuhvaća putovanja do odredišta gdje su flora, fauna i kulturna baština primarne atrakcije. Ekoturizam ima za cilj ponuditi turistima pogled u utjecaj čovjeka na okoliš i potaknuti na poštovanje prirodnih staništa. Cilj ekoturizma je minimalizirati utjecaj na okoliš destinacija koje se posjećuju. Osim njegovanja poštovanja prema prirodnom okolišu, ekoturizam također pomaže u stvaranju socioekonomskih koristi za zajednice posjećenog područja.
Projekti odgovornog ekoturizma uključuju one koji smanjuju negativne segmente  turizma na okoliš i jačaju kulturni integritet lokalnog stanovništva. Stoga je, uz procjenjivanje ekoloških i kulturnih čimbenika, sastavni dio ekoturizma promoviranje recikliranja, energetske učinkovitosti, očuvanja vode i stvaranja gospodarskih prilika za lokalne zajednice. Iz tih razloga ekoturizam često intrigira zagovaratelje ekološke i društvene kompetentnosti.
Mnogi smatraju da je pojam "ekoturizam", kao i "održivi turizam" (što je sličan izraz, ali šireg značenja), oksimoron. Kao i većina putovanja na velike udaljenosti, ekoturizam često ovisi o zračnom prijevozu, koji pridonosi klimatskim promjenama. Također, "sveukupni učinak održivog turizma je negativan tamo gdje, poput ekoturizma društveno korisne težnje maskiraju nepokolebljive direktne vlastite interese."

## Prednosti
Ekoturizam je podskupina  održivog turizma . Ekoturizam  maksimalizira ekološku dobrobit, te istovremeno pridonosi ekonomskoj, društvenoj i kulturnoj dobrobiti zajednica koje žive u blizini mjesta ekoturizma.
Eventualne ekološke, ekonomske i sociokulturne koristi kompatibilne s ekoturizmom objašnjene su u nastavku.

### Potencijalne ekološke koristi
Primarni izazov je zajamčiti da ekoturizam ne naruši ekološki netaknutost zaštićenih područja i opće dobro lokalnih zajednica. Iako ekoturizam ne bi trebao imati negativne ekološke uspjehe, oni se mogu dogoditi bez obzira na to. Općenito se pretpostavlja da ekoturizam ima mnoge pozitivne ekološke posljedice, a neke od njih navedene su u nastavku:

#### Direktne koristi
- Poticaj za zaštitu prirodnog okoliša
- Poticaj za rekonstrukciju modificiranih okoliša i zemljišta
- Osigurava sredstva za upravljanje i proširenje zaštićenih područja
- Ekoturisti svojim djelovanjem pomažu u održavanju i poboljšanju staništa
- Ekoturisti služe kao čuvari koji osobno interveniraju u situacijama u kojima se smatra da je okoliš ugrožen

#### Indirektne koristi
- Izloženost ekoturizmu potiče širi osjećaj zaštite okoliša
- Zajednice doživljavaju promjene u stavovima i ponašanju prema okolišu
- Područja zaštićena za ekoturizam pružaju dobrobit okolišu

### Potencijalne ekonomske koristi
Za mnoge donosioce odluka, ekonomski faktori su upečatljiviji od ekoloških čimbenika u procesima odlučivanja o tome kako se prirodni resursi trebaju koristiti. Ekonomske koristi ekoturizma naznačene su u nastavku:

#### Direktne koristi
- Stvara prihod (povezan s troškovima posjetitelja) i stvara radna mjesta koja su izravno povezana sa sektorom
- Pruža gospodarske mogućnosti za rubna područja

#### Indirektne koristi
- Multiplikacijski učinak[8] i neizravni prihodi koji dolaze iz zapošljavanja
- Podržava kulturni turizam i turizam baštine, sektore koji su vrlo kompatibilni s ekoturizmom.

### Potencijalne socio-kulturne koristi
Holistički pristup ekoturizmu mora unapređivati društveno-kulturne, kao i gospodarske i ekološke koncepcije. Izravne i neizravne socio-kulturne dobrobiti navedene su u nastavku:

#### Direktne i indirektne koristi
- Poticanje stabilnosti i dobrobiti zajednice kroz ekonomske koristi i lokalno sudjelovanje
- Estetske i duhovne čari te užitak za lokalno stanovništvo i turiste
- Dostupno širokom spektru stanovništva

Pri prosudbi mogućih pozitivnih učinaka ekoturizma, potrebno je napomenuti da ekoturizam može imati i negativne učinke. Negativni faktori mogu se zaobići pravilnicima i kodeksima ponašanja koji djelotvornoi uvjerljivo prenose poruke o primjerenom ponašanju posjetitelja.

## Terminologija i povijest
Ekoturizam je novotvorenica s kraja 20. stoljeća spoj eko-turizma . Prema Oxfordskom rječniku engleskog jezika, ekoturizam je zamijećen 1973., a ekoturizam, "zasigurno nakon ecotour ", 1982.
- ecotour, n . . . . Obilazak ili posjet području od ekološkog interesa, obično s edukativnim elementom; (također u kasnijoj uporabi) slična tura ili posjet osmišljen da ima što manje štetnog učinka na ekologiju ili poduzet s posebnim ciljem pomaganja naporima očuvanja.
- ekoturizam, n . . . . Turizam u područja od ekološkog interesa (tipično egzotična i često ugrožena prirodna okruženja), esp. podržati napore očuvanja i promatrati divlje životinje ; spec. pristup ugroženom okolišu kontroliran tako da ima najmanji mogući štetni učinak.

Neki izvori daju naslutiti da su se ti pojmovi rabili  desetljeće ranije. Claus-Dieter (Nick) Hetzer, akademik i avanturist iz Forum Internationala u Berkeleyu, CA, izmislio je ekoturizam 1965., prema Contra Costa Timesu, te je vodio prve ekoture po Yucatánu za vrijeme 1970-ih.
Pojam ekoturizma koju je usvojio Ecotourism Australia nalaže: "Ekoturizam je ekološki održivi turizam s temeljnim fokusom na doživljaj prirodnih područja koji potiče poznavanje okoliša i kulture, respektiranje i očuvanje."
Globalna mreža ekoturizma (GEN) propisuje ekoturizam kao "odgovorno putovanje prirodnim područjima koje štiti okoliš, održava opće dobro lokalnog stanovništva te stvara obrazovanje i razumijevanje kroz interpretiranje i obrazovanje svih uključenih (posjetitelja, osoblja i posjećenih )".
Ekoturizam se često neispravno tumači kao bilo koji aspekt turizma koji uključuje prirodu (vidi turizam džungle ). Samoimenovani praktičari i domaćini iskustava ekoturizma pretpostavljaju da se to postiže jednostavnim stvaranjem destinacija u prirodnim područjima. Prema teoretičarima ove uobičajene i implicitne prakse, pravi ekoturizam prije svega mora osvijestiti ljude na ljepotu i krhkost prirode. Ovi kritičari prozivaju neke operatere na greenwashing svog poslovanja: koriste oznake "zeleno" i "ekološki prihvatljivo", dok se postupaju na ekološki neodgovoran način.
Iako se naučnici ne slažu oko toga tko se može kategorizirati kao ekoturist te postoji malo statističkih informacija, neki procjenjuju da više od pet milijuna ekoturista dolazi iz Sjedinjenih Država, uz ostale zemlje iz zapadne Europe, Kanade i Australije.
Trenutno egzistiraju različiti procesi za kreiranje nacionalnih i međunarodnih programa osiguravanja kvalitete ekoturizma. Nacionalni programi certificiranja ekoturizma uvedeni su u zemljama poput Kostarike, Australije, Kenije, Estonije i Švedske. U Hrvatskoj, Međimurska županija jedan je od predvodnika u razvoju ekoturizma.

## Unaprjeđenje održivosti

### Principi
Ekoturizam u kopnenim i morskim ekosustavima može koristiti njegovanju, pod uvjetom da se uspješno upravlja kompleksnošću povijesti, kulture i ekologije u pogođenim područjima. Catherine Macdonald i kolege identificiraju faktore koji određuju krajnji rezultat očuvanja, naime jesu li: životinje i njihove navike dostatno zaštićene; konflikt između ljudi i divljih životinja je anuliran ili barem prikladno neutraliziran; postoji dobra osviještenost edukacija lokalnog stanovništva o dobrobitima ekoturizma; postoji učinkovita suradnja s dionicima u tom području; i postoji ispravna upotreba financijskih sredstava generiranog ekoturizmom za očuvanje lokalne ekologije. Oni procjenjuju da ekoturizam najbolje funkcionira na očuvanje grabežljivaca kada je turistička kompanija podržana od strane politike i strane javnosti, te kada je praćena i nadzirana na lokalnoj, nacionalnoj i međunarodnoj domeni.

### Regulativa i akreditacija
Budući da se propisi ekoturizma mogu loše provoditi, ekološki agresivne operacije poput podvodnih hotela, izleta helikopterom i tematskih parkova s divljim životinjama mogu se kategorizirati kao ekoturizam zajedno s vožnjom kanua, kampiranjem, fotografijom te promatranjem divljih životinja. Neuspjeh da se prizna odgovoran ekoturizam s malim utjecajem stavlja legalne ekoturističke tvrtke u restriktivniji položaj na turističkom tržištu.
Razvojne politike za ublažavanje destruktivnih radnji, nisu ograničene na uspostavljanje kapaciteta nosivosti, očvršćavanje lokacije, održiv dizajn, kvote posjeta, naknade, ograničenja pristupa i edukaciju posjetitelja.
Brojni ekolozi su se opredijelili za svijetski standard koji se može koristiti za certifikaciju,  ekoturističke tvrtke na temelju njihove razine posvećenosti okolišu, stvarajući standard koji mora biti slijeđen. Nacionalno ili međunarodno povjerenstvo provodilo bi proceseakreditacije, uz predstavnike raznih skupina uključujući vlade, hotele, turoperatore, putničke agente, vodiče, zračne prijevoznike, lokalne vlasti, organizacije za očuvanje i nevladine organizacije. Odluke odbora bile bi sankcionirane od strane vlada, tako da bi tvrtke koje ne poštuju zahtjeve morale biti zakonski obvezne da se distanciraju od korištenja brenda ekoturizma.
Godine 1998. Crinion je predložio sustav Green Stars, baziran na parametrima obuhvaćajući strategiju rukovođenja, korist za društvenu zajednicu, interakciju u malim grupama, obrazovnu korisnost i obuku osoblja. Ekoturisti koji razmisle o svom izboru bili bi uvjereni u pravo iskustvo ekoturizma kad vide višu ocjenu zvjezdicama.
Godine 2008. Kriteriji Vijeća za Globalni Održivi Turizam inicirani su na Svjetskom kongresu zaštite prirode IUCN-a. Kriteriji, kojima raspolaže Vijeće za globalni održivi turizam, kreirali su globalni model za održiva putovanja i turizam i uključuju kriterije i parametre djelotvornosti za turističke destinacije, turoperatore i hotele. GSTC daje akreditaciju preko treće strane certifikacijskim tijelima kako bi se legitimizirale tvrdnje o održivosti.
Procjene utjecaja na okoliš također bi se mogle upotrijebiti kao oblik akreditacije. Provedivost se ocjenjuje sa znanstvene principe, te se mogu dati smjernice za optimalno planiranje infrastrukture, određivanje turističkih kapaciteta i upravljanje ekologijom. Ovaj oblik licencija je senzibilniji na uvjete kompleksne za lokaciju.
Neke destinacije imaju sopstvene programe certifikacije za ekoturizam. Kao primjer može se navesti Kostarika, koja provodi GSTC-Recognized Certification of Sustainable Tourism (CST) program. Cilj je harmonizirati učinak koji financiranje ima na lokalni okoliš. Program CST fokusiran je na interakciju poduzeća s prirodnim i kulturnim resursima, poboljšanje kvalitete života unutar lokalnih zajednica te ekonomski angažman drugim programima gospodarskog napretka. CST koristi sustav ocjenjivanja koji klasificira tvrtku na temelju održivosti njenog poslovanja. CST procjenjuje interakciju između tvrtke i okolnog obitavališta; politike upravljanja i operativni sustavi unutar tvrtke; kako tvrtka potiče svoje klijente da postanu aktivni suradnici prema održivim politikama; te interakcija između poduzeća i lokalnih zajednica. Temeljem spomenutih kriterija tvrtka se ocjenjuje na temelju jačine svoje održivosti. Indeks mjerenja kreće se od 0 do 5, pri čemu je 0 najgori, a 5 najbolji.

### Oznake i certifikati
Postoji više od 50 ekoloških oznaka u turizmu. To uključuje:
- Austrijska ekološka oznaka za turizam
- Azijski ekoturistički standard za smještaj (AESA)
- Eko-certifikacija Malta
- EarthCheck Australija
- Ekoturizam Australija
- Ekoturizam Irska
- Ekoturizam Kenija
- Europski standard označavanja ekoturizma (EETLS)[27]
- Korejski standard ekoturizma

### Smjernice i edukacija
Strategija sigurnosti okoliša mora posegnuti za odgovorom na pitanje ekoturista koji su udaljeni od uzročno-posljedične veze svog djelovanja na okoliš. Trebalo bi inicirati više kampanja kako bi se poboljšala osvještenost, senzibiliziralo za pitanja okoliša i brinulo o mjestima koja posjećuju.
Turistički vodiči izravan su medij za prenošenje svijesti povezanih s ekoturizmom. S povjerenjem ekoturista i intimnim poznavanjem okoliša, turistički vodiči mogu aktivno diskutirati o pitanjima očuvanja. Obavještavanje ekoturista o tome kako postupci samih turista na putovanju mogu  utjecati na okoliš i lokalno stanovništvo. Program izobrazbe turističkih vodiča u nacionalnom parku Tortuguero u Kostariki omogućio je ublažiti negativne utjecaje na okoliš pružajući informacije i uravnotežujući broj turista na kupalištima parka koje koriste gniježđenje ugroženih morskih kornjača .

### Mali razmjer, spor rast i lokalna kontrola
Teorija nerazvijenosti turizma oslikava novi oblik imperijalizma multinacionalnih korporacija koje kontroliraju resurse ekoturizma. Te korporacije financiraju i profitiraju od razvitka ekoturizma koji uzrokuje degradaciju okoliša, gubitak autentične kulture i načina života te iskorištavanje lokalne radne snage. U regiji Annapurna u Zimbabveu i Nepalu, gdje je manjak ulaganja u infrastrukturu, više od 90% prihoda od ekoturizma odlazi u matične zemlje, a manje od 5% odlazi u lokalne zajednice.
Manjak održivosti naglašava potrebu za malim, usporenim rastom i lokalnim ekoturizmom. Lokalni ljudi imaju osobni senzibilitet za dobrobit svoje zajednice, te su stoga odgovorniji za zaštitu okoliša od multinacionalnih kompanija, iako dobivaju vrlo mali dio profita . Nedostatak pomnog praćenja stanja, te vesternizacija, štetni utjecaji na okoliš, gubitak kulture i tradicije daleko nadmašuju pozitivne učinke uspostavljanja ekoturizma velikih razmjera. Dodatno, nedostatak kulture može se pridodati kulturnoj komodifikaciji, u kojoj se lokalne kulture komodificiraju kako bi se ostvario profit.
Povećani doprinosi zajednica lokalno upravljanom ekoturizmu kreiraju održive ekonomske sposobnosti. Budući da se znanje ekoturizma oglašava drugačijim životnim stilom od ekoturizma velikih razmjera, razvoj objekata i infrastrukture ne mora biti u skladu s korporativnim zapadnim turističkim standardima i može biti mnogo jednostavniji i jeftiniji. Veći je višestruki učinak na gospodarstvo jer se koriste lokalni proizvodi, materijali i rad. Dobit se razgrađuje lokalno, a curenje uvoza je reducirano. Park Great Barrier Reef u Australiji prijavio je više od pola milijarde dolara neizravnog prihoda na tom području i dodao tisuće neizravnih radnih mjesta između 2004. i 2005. Međutim, čak i ovaj oblik turizma može zahtijevati strana ulaganja financijskih sredstava za promociju. Kada su takva ulaganja potrebna, za zajednice je ključno pronaći tvrtku ili nevladinu organizaciju koja odražava filozofiju ekoturizma; osjetljivi na njihove brige i voljni surađivati nauštrb profita. Osnovna pretpostavka multiplikativnog učinka je da gospodarstvo počinje s neiskorištenim resursima, na primjer, da su mnogi radnici ciklički nezaposleni, a veliki dio industrijskih kapaciteta stoji besposlen ili nepotpuno iskorišten. Povećanjem potražnje u gospodarstvu moguće je povećati proizvodnju. Ako je gospodarstvo već u punoj zaposlenosti, samo sa strukturnom, frikcijskom ili drugom vrstom nezaposlenosti na strani ponude, svaki pokušaj poticanja potražnje vodio bi samo do inflacije. Za razne laissez-faire škole ekonomije koje prihvaćaju Sayev zakon i poriču mogućnost kejnzijanske neučinkovitosti i nedovoljnog korištenja resursa, stoga je koncept multiplikatora irelevantan ili krivo usmjeren.
Kao primjer, uzmite u obzir da je vlada povećala svoje izdatke za ceste za 1 milijun dolara, bez odgovarajućeg povećanja poreza. Ta bi svota išla cestarima koji bi zaposlili još radnika, a novac rasporedili na plaće i dobit. Kućanstva koja primaju te prihode dio će novca uštedjeti, a ostatak potrošiti na potrošna dobra. Ti će rashodi, zauzvrat, generirati više radnih mjesta, plaća, profita i tako dalje s prihodom i potrošnjom koja kruži gospodarstvom.
Učinak umnožavanja nastaje zbog induciranih povećanja potrošačke potrošnje do kojih dolazi zbog povećanih prihoda — i zbog povratne sprege u povećanje poslovnih prihoda, radnih mjesta i ponovno prihoda. Ovaj proces ne dovodi do ekonomske eksplozije ne samo zbog prepreka na strani ponude kod potencijalnog outputa (puna zaposlenost), već zato što je u svakoj "rundi" povećanje potrošnje potrošača manje od povećanja prihoda potrošača. To jest, granična sklonost potrošnji (MPC) je manja od jedan, tako da svaki krug neki dodatni prihod ide u štednju, curi iz kumulativnog procesa. Svako povećanje potrošnje stoga je manje od onog u prethodnom krugu, čime se sprječava eksplozija.

### Napori za očuvanje ugroženih ekosustava
Neki od najvećih svjetskih bioraznolikosti nalaze se na otočju Galapagos. Ti su otoci 1979. godine proglašeni mjestom svjetske baštine UNESCO-a, a zatim su 2007. dodani na UNESCO-ov popis ugrožene svjetske baštine. IGTOA je neprofitna organizacija posvećena očuvanju ovog jedinstvenog živog laboratorija protiv izazova invazivnih vrsta, ljudskog utjecaja i turizma. Za putnike koji žele voditi računa o okolišu i utjecaju turizma, preporučuje se koristiti operatera kojeg je odobrila ugledna organizacija za ekoturizam. U slučaju Galapagosa, IGTOA ima popis vodećih svjetskih turističkih kompanija za otočje Galapagos posvećenih trajnoj zaštiti i očuvanju destinacije.

## Upravljanje prirodnim resursima
Upravljanje prirodnim resursima može se koristiti kao specijalizirani alat za razvoj ekoturizma. Postoji nekoliko mjesta diljem svijeta gdje su brojni prirodni resursi u izobilju, ali s ljudskim napadima i staništima, ti resursi se iscrpljuju. Bez održivog korištenja pojedini resursi se uništavaju, a biljne i životinjske vrste izumiru. Za očuvanje resursa mogu se uvesti programi ekoturizma. Može se uvesti nekoliko planova i odgovarajućih programa upravljanja kako bi ti resursi ostali netaknuti, a postoje mnoge organizacije – uključujući neprofitne organizacije – i znanstvenici koji rade na ovom području.
Prirodni resursi brdskih područja kao što je Kurseong u zapadnom Bengalu brojni su s raznolikom florom i faunom, ali turizam u poslovne svrhe uravnotežio je situaciju. Istraživači sa Sveučilišta Jadavpur trenutno rade na ovom području za razvoj ekoturizma koji će se koristiti kao alat za upravljanje prirodnim resursima.
U jugoistočnoj Aziji vlade i nepolitičke organizacije rade zajedno s akademicima i industrijskim operaterima na širenju ekonomskih prednosti turizma u kampungs i sela u regiji. Nedavno osnovana alijansa, Turistička organizacija jugoistočne Azije (SEATO), okuplja ove različite igrače kako bi razgovarali o pitanjima upravljanja resursima.
Sastanak na vrhu održan u Quebecu 2002. doveo je do Globalnih kriterija održivog turizma 2008. – zajedničkog napora Zaklade UN-a i drugih zagovaračkih skupina. Kriteriji, koji su dobrovoljni, uključuju sljedeće standarde: "učinkovito planiranje održivosti, maksimalne društvene i ekonomske koristi za lokalne zajednice, minimalni negativni utjecaji na kulturnu baštinu i minimalni negativni utjecaji na okoliš".  Ne postoji agencija za provedbu zakona ili sustav kažnjavanja.za summit.

## Utjecaj na starosjedilačko stanovništvo i starosjedilačku zemlju
Valorizacija autohtonih teritorija može biti važna za proglašenje zaštićenih područja, što može odvratiti prijetnje poput krčenja šuma. Ekoturizam može pomoći u stvaranju prihoda starosjedilačkim narodima.
Međutim, treba postojati odgovarajući poslovni plan i organizacijska struktura, koji pomažu osigurati da novac stvoren od ekoturizma doista teče prema samim starosjedilačkim narodima i zaštiti autohtonog teritorija. Debate oko ekoturizma usredotočuju se na to kako međunarodne turističke tvrtke uživaju profit od domorodačkih zemalja, koje ne dijele s ljudima kojima te zemlje pripadaju. Ekoturizam nudi turistički privlačno iskustvo krajolika i okoliša, ono koje se razlikuje od iskustva stanovnika; komodificira živote domorodačkih ljudi i njihovu zemlju što nije pošteno prema njezinim stanovnicima.
Starosjedilačkim teritorijima upravljaju vladine službe (tj. FUNAI u Brazilu, ...) i te vladine službe stoga mogu odlučiti hoće li ili ne implementirati ekoturizam na ovim domorodačkim teritorijima.
Ekoturizam također može dovesti do zapošljavanja lokalnog stanovništva (koje može biti starosjedilačko stanovništvo). Zaštićena područja, na primjer, zahtijevaju čuvare parka i osoblje za održavanje i upravljanje eko-kućama i smještajem koje koriste turisti. Također, tradicionalna kultura može djelovati kao turistička atrakcija i može stvoriti izvor prihoda tražeći plaćanje za prikazivanje predstava (tj. tradicionalnog plesa, . . . ) Ekoturizam također može pomoći u ublažavanju deforestacije do koje dolazi kada lokalno stanovništvo, pod ekonomskim stresom, krči zemlju i stvara male posjede za uzgoj usjeva za prodaju. Takvo krčenje zemljišta šteti okolišu. Ekoturizam može biti održiva alternativa koja otvara nova radna mjesta za lokalno stanovništvo.
Ovisno o tome kako su zaštićena područja postavljena i kako se njima postupa, to može dovesti do toga da lokalno stanovništvo izgubi svoje domove, i to uglavnom bez naknade. Guranje ljudi na marginalne zemlje s oštrom klimom, lošim tlom, nedostatkom vode i zaraženom stokom i bolestima malo doprinosi povećanju sredstava za život čak i kada se dio profita od ekoturizma usmjerava natrag u zajednicu. Može doći do teške realnosti preživljavanja i uskraćivanja tradicionalnog korištenja zemlje i prirodnih resursa od strane lokalnog stanovništva. Lokalno domorodačko stanovništvo također bi moglo izazvati jaku ogorčenost prema promjeni, osobito ako je dopušten razvoj turizma bez ikakve kontrole. To može dovesti do izgradnje previše domova, a turistička vozila mogu skrenuti sa staze i uznemiravati divlje životinje, ako nisu postavljeni nikakvi mehanizmi kontrole i ako se turistička vozila doista mogu koristiti. Upotreba vozila može erodirati i degradirati zemlju.
Postoji dugogodišnji neuspjeh peruanske vlade da prizna i zaštiti domorodačke zemlje, pa su stoga domorodački narodi bili prisiljeni zaštititi vlastitu zemlju. Zemljište ima veće izglede da ostane sigurno i slobodno od krčenja šuma ako o njemu brinu ljudi koji brinu o njemu.

## Kritika

### Definicija
U kontinuitetu turističkih aktivnosti koje se protežu od konvencionalnog turizma do ekoturizma, bilo je mnogo sporova oko granice na kojoj se očuvanje bioraznolikosti, lokalne društveno-ekonomske koristi i utjecaj na okoliš mogu smatrati "ekoturizmom". Iz tog razloga ekolozi, posebne interesne skupine i vlade različito definiraju ekoturizam. Organizacije za zaštitu okoliša općenito inzistiraju na tome da se ekoturizam temelji na prirodi, da se njime održivo upravlja, da podupire očuvanje i da je obrazovan za okoliš. Međutim, turistička industrija i vlade više se fokusiraju na aspekt proizvoda, tretirajući ekoturizam kao ekvivalent bilo kojoj vrsti turizma baziranog na prirodi. Kao daljnja komplikacija, mnogi pojmovi se koriste pod rubrikom ekoturizam. Turizam u prirodi, turizam s malim utjecajem, zeleni turizam, bio-turizam, ekološki odgovoran turizam i drugi korišteni su u literaturi i marketingu, iako nisu nužno sinonimi za ekoturizam.
Problemi povezani s definiranjem ekoturizma često su dovodili do zabune među turistima i akademicima. Mnogi problemi također su predmet značajnih javnih kontroverzi i zabrinutosti zbog greenwashing, trenda prema komercijalizaciji turističkih shema prerušenih u održivi, prirodni i ekološki prihvatljiv ekoturizam. te su sheme ekološki destruktivne, ekonomski izrabljivačke i kulturno neosjetljive u svom najgorem slučaju. Također su moralno uznemirujući jer dovode turiste u zabludu i manipuliraju njihovom brigom za okoliš. Razvoj i uspjeh takvih velikih, energetski intenzivnih i ekološki neodrživih shema dokaz su ogromne dobiti povezane s označavanjem ekoturizma.

### Negativan utjecaj
Ekoturizam je postao jedan od najbrže rastućih sektora turističke industrije. Južnoafrička Republika jedna je od zemalja koje ubiru značajne gospodarske koristi od ekoturizma, ali negativni učinci daleko nadmašuju pozitivne — uključujući prisiljavanje ljudi da napuste svoje domove, teška kršenja temeljnih prava i opasnosti za okoliš — daleko nadmašuju srednjoročne ekonomske koristi.  Ogromna količina novca i ljudskih resursa i dalje se koristi za ekoturizam unatoč neuspješnim ishodima, a štoviše, novac se stavlja u kampanje za odnose s javnošću kako bi se ublažili učinci kritike. Ekoturizam usmjerava resurse dalje od drugih projekata koji bi mogli pridonijeti održivijim i realističnijim rješenjima gorućih društvenih i ekoloških problema. "Novac koji turizam može generirati često povezuje parkove i uprave s ekoturizmom".  Ali postoji napetost u ovom odnosu jer ekoturizam često uzrokuje sukobe i promjene u pravima na korištenje zemljišta, ne uspijeva ispuniti obećanja o koristima na razini zajednice, šteti okolišu i ima mnoge druge društvene učinke. Doista, mnogi opetovano tvrde da ekoturizam nije ni ekološki ni društveno koristan, ali ipak ustraje kao strategija za očuvanje i razvoj zbog velike dobiti. Iako se provodi nekoliko studija o načinima poboljšanja strukture ekoturizma, neki tvrde da ovi primjeri daju obrazloženje za njegovo potpuno zaustavljanje. Međutim, postoje neki pozitivni primjeri, među kojima su Kavango-Zambezi Transgranično zaštićeno područje (KAZA) i Nacionalni park Virunga, prema ocjeni WWF-a.
Sustav ekoturizma ima golem financijski i politički utjecaj. Gore navedeni dokazi pokazuju da postoje jaki argumenti za obuzdavanje takvih aktivnosti na određenim lokacijama. Financiranje bi se moglo koristiti za terenske studije s ciljem pronalaženja alternativnih rješenja za turizam i različite probleme s kojima se Afrika suočava kao rezultat urbanizacije, industrijalizacije i prekomjernog iskorištavanja poljoprivrede. Na lokalnoj razini ekoturizam je postao izvor sukoba oko kontrole zemlje, resursa i profita od turizma. U ovom slučaju, ekoturizam je naštetio okolišu i lokalnom stanovništvu te je doveo do sukoba oko raspodjele dobiti. U savršenom svijetu, više bi se napora uložilo u educiranje turista o ekološkim i društvenim učincima njihovih putovanja. Vrlo malo propisa ili zakona stoji na snazi kao granica za ulagače u ekoturizam. Trebalo bi ih provesti kako bi se zabranilo promicanje neodrživih projekata ekoturizma i materijala koji prikazuju lažne slike destinacija, ponižavajući lokalnu i autohtonu kulturu.
Iako napori očuvanja u istočnoj Africi neosporno služe interesima turizma u regiji, važno je napraviti razliku između aktivnosti očuvanja i turističke industrije. Zajednice istočne Afrike nisu jedine regije u razvoju koje doživljavaju ekonomske i društvene štete od napora za očuvanje. Očuvanje u jugozapadnoj regiji Yunnan u Kini na sličan je način donijelo drastične promjene tradicionalnom korištenju zemljišta u regiji. Prije ograničenja krčenja koje je nametnula kineska vlada, industrija je činila 80% prihoda regije. Nakon potpune zabrane komercijalnog krčenja, domorodačko stanovništvo regije Yunnan sada vidi malo mogućnosti za gospodarski razvoj.  Ekoturizam može ponuditi rješenja za ekonomske poteškoće koje su pretrpljene gubitkom industrije za očuvanje u Yunnanu na isti način na koji može poslužiti za rješavanje poteškoća s kojima se suočavaju Maasai. Kao što je navedeno, struktura ekoturizma mora se poboljšati kako bi se više novca usmjerilo u zajednice domaćina smanjenjem curenja kako bi industrija bila uspješna u ublažavanju siromaštva u regijama u razvoju, ali pruža obećavajuću priliku.
Drumm i Moore (2002) raspravljaju o porastu cijena i ekonomskom curenju u svom radu; govoreći da bi cijene mogle porasti jer su posjetitelji sposobniji platiti više cijene za robu i usluge za razliku od lokalnog stanovništva. Također, spomenuli su dva rješenja u vezi s prethodnim problemom: (1) ili dvostruki sustav određivanja cijena predstavljen kao dva odvojena cjenika (prvi za domaće stanovništvo, a drugi za turiste s obzirom na kupovnu moć stanovništva); (2) dizajnirati jedinstvene proizvode i usluge samo za potrebe ili potrošnju turista. Curenje se pojavljuje kada međunarodni investitori uvoze strane proizvode umjesto da koriste lokalne resurse; stoga će turisti koristiti međunarodne proizvode i zauzvrat pridonositi vanjskom gospodarstvu, a ne lokalnom (Drumm & Moore, 2002.).

### Izravni utjecaji na okoliš
Aktivnosti ekoturizma povremeno ne ispunjavaju ideale očuvanja. Ponekad se zanemaruje da je ekoturizam aktivnost koja je izrazito usmjerena na potrošača i da je očuvanje okoliša sredstvo za daljnji gospodarski rast .
Iako je ekoturizam namijenjen malim grupama, čak i skroman porast stanovništva, koliko god privremen, stavlja dodatni pritisak na lokalni okoliš i zahtijeva razvoj dodatne infrastrukture i sadržaja. Izgradnja postrojenja za pročišćavanje vode, sanitarnih objekata i domova dolazi uz iskorištavanje neobnovljivih izvora energije i iskorištavanje već ograničenih lokalnih resursa. Prenamjena prirodnog zemljišta u takvu turističku infrastrukturu povezana je sa krčenjem šuma i propadanjem staništa leptira u Meksiku i vjeveričastih majmuna u Kostariki. U drugim slučajevima, okoliš trpi jer lokalne zajednice nisu u stanju zadovoljiti infrastrukturne zahtjeve ekoturizma. Nedostatak odgovarajućih sanitarnih objekata u mnogim istočnoafričkim parkovima rezultira odlaganjem otpadnih voda kampova u rijeke, zagađujući divlje životinje, stoku i ljude koji iz njih crpe vodu za piće.
Osim degradacije okoliša s turističkom infrastrukturom, populacijski pritisci ekoturizma također ostavljaju za sobom smeće i zagađenje povezano sa zapadnjačkim stilom života. Primjer za to je ekoturizam na Antarktici. Budući da je to tako udaljeno mjesto, potrebno je mnogo goriva da se stigne tamo; što rezultira velikim zagađenjem brodova, odlaganjem otpada i emisijom stakleničkih plinova. Osim toga, postoji mogućnost izlijevanja nafte s oštećenih brodova koji prolaze kroz agresivne vode pune prirodnih prepreka kao što su sante leda. Iako ekoturisti tvrde da su obrazovno sofisticirani i zabrinuti za okoliš, rijetko shvaćaju ekološke posljedice svojih posjeta i kako njihove svakodnevne aktivnosti pridodaju fizički utjecaj na okoliš. Kao što jedan znanstvenik primjećuje, oni "rijetko priznaju kako su obroci koje jedu, voda koju piju, i tako dalje, dio širih regionalnih ekonomskih i ekoloških sustava u čijoj rekonfiguriraciju pomažu svojim aktivnostima." Ekoturisti također ne prepoznaju veliku potrošnju neobnovljive energije potrebnu za dolazak na svoje odredište, koje je obično udaljenije od konvencionalnih turističkih odredišta. Primjerice, egzotično putovanje do mjesta udaljenog 10.000 kilometara troši oko 700 litara goriva po osobi.
Aktivnosti ekoturizma su, same po sebi, problem utjecaja na okoliš jer mogu remetiti faunu i floru. Ekoturisti vjeruju da, budući da samo fotografiraju i ostavljaju otiske stopala, održavaju mjesta ekoturizma netaknutima, ali čak i aktivnosti koje zvuče bezopasno, poput šetnji prirodom, mogu biti ekološki destruktivne. U krugu Annapurna u Nepalu, ekoturisti su istrošili označene staze i stvorili alternativne rute, pridonoseći udaru tla, eroziji i oštećenju biljaka. Tamo gdje ekoturistička aktivnost uključuje promatranje divljih životinja, može uplašiti životinje, poremetiti njihova mjesta hranjenja i gniježđenja, ili ih priviknuti na prisutnost ljudi. U Keniji poremećaj promatrača divljih životinja tjera geparde iz njihovih rezervata, povećavajući rizik od parenja u srodstvu i dodatno ugrožavajući vrstu. U studiji provedenoj od 1995. do 1997. u blizini sjeverozapadne obale Australije, znanstvenici su otkrili da se smanjila tolerancija kitopsina prema roniocima i plivačima. Kitopsine su pokazale porast u ponašanju tijekom studije, kao što je ronjenje, pliskavica, bacanje i kolutanje očima koje je povezano s nevoljom i pokušajem izbjegavanja ronioca. Prosječno vrijeme koje su kitopsine provele s roniocima 1995. bilo je 19,3 minute, dok je 1997. prosječno vrijeme koje su kitopsine provele s roniocima bilo 9,5 minuta. Također je došlo do porasta u zabilježenom ponašanju s 56% morskih pasa koji pokazuju bilo kakvu vrstu ronjenja, pliskavica, kolutanja očima ili bacanja 1995. na 70,7% 1997. godine. Također je primijećeno da neke kitopsine imaju ožiljke koji su se desili prilikom udarca čamcem.

### Opasnosti za okoliš
Industrijalizacija, urbanizacija i poljoprivredna praksa ljudskog društva imaju ozbiljan utjecaj na okoliš. Sada se također smatra da ekoturizam igra ulogu u iscrpljivanju okoliša uključujući krčenje šuma, poremećaj ekoloških životnih sustava i razne oblike onečišćenja, što sve pridonosi degradaciji okoliša. Na primjer, broj motornih vozila koja prelaze park povećava se kako vozači traže rijetke vrste. Brojnost prometnica remeti travnati pokrivač, što ima ozbiljne posljedice na biljne i životinjske vrste. Ova područja također imaju veću stopu uznemiravanja i invazivnih vrsta zbog sve većeg prometa izvan utabanih staza u nova, neotkrivena područja. Ekoturizam također ima učinak na vrste kroz vrijednost koja im se pridaje. "Određene su vrste od malo poznatih ili cijenjenih od strane lokalnog stanovništva postale visoko cijenjena roba. Komodifikacija biljaka može izbrisati njihovu društvenu vrijednost i dovesti do prekomjerne proizvodnje unutar zaštićenih područja. Lokalni ljudi i njihove slike također se mogu pretvoriti u robu." Kamuaro ističe relativno očitu kontradikciju da svaki komercijalni pothvat u netaknutu, netaknutu zemlju neizbježno znači veći pritisak na okoliš. Ljudi koji žive u područjima koja sada postaju ekoturistička mjesta imaju vrlo različite stilove života od onih koji dolaze u posjet. Ekoturizam je izazvao mnoge rasprave o tome jesu li ekonomske koristi vrijedne mogućih žrtava okoliša.

### Tko ima koristi?
Većina oblika ekoturizma u vlasništvu je stranih investitora i korporacija koje lokalnom stanovništvu pružaju malo koristi. Ogromna većina dobiti stavlja se u džepove investitora umjesto da se ponovno ulaže u lokalno gospodarstvo ili zaštitu okoliša što dovodi do daljnje degradacije okoliša. Ograničeni broj lokalnog stanovništva koje je zaposleno u gospodarstvu ulazi na njegovu najnižu razinu i ne može živjeti u turističkim područjima zbog bijednih plaća i dvotržišnog sustava.
U nekim slučajevima, ogorčenost lokalnog stanovništva rezultira degradacijom okoliša. Slučaj koji je dobio veliki publicitet, Maasai nomadi u Keniji ubijali su divlje životinje u nacionalnim parkovima, ali sada pomažu nacionalnom parku u spašavanju divljih životinja kako bi pokazali odbojnost prema nepravednim uvjetima naknade i raseljavanju s tradicionalnih zemalja. Nedostatak ekonomskih mogućnosti za lokalno stanovništvo također ih ograničava da degradiraju okoliš kao sredstvo za preživljavanje. Prisutnost imućnih ekoturista potiče razvoj destruktivnih tržišta suvenirima divljih životinja, kao što je prodaja koraljnih drangulija na tropskim otocima i životinjskih proizvoda u Aziji, pridonoseći ilegalnoj berbi i krivolovu iz okoliša. U Surinamu rezervati morskih kornjača koriste vrlo veliki dio svog proračuna za zaštitu od ovih destruktivnih aktivnosti.

### Iseljavanje starosjedilačkog stanovništva
Očuvanje tvrđava je model očuvanja koji se temelji na uvjerenju da se zaštita bioraznolikosti najbolje postiže stvaranjem zaštićenih područja u kojima ekosustavi mogu funkcionirati izolirano od ljudskog uznemiravanja. Tvrdi se da je novac dobiven od ekoturizma motivirajući čimbenik da se autohtono stanovništvo istjera sa zemlje. Do 250.000 ljudi diljem svijeta prisilno je deložirano iz svojih domova kako bi se napravilo mjesta za projekte očuvanja od 1990. godine, prema posebnom izvjestitelju UN-a za prava autohtonih naroda.

### Loše upravljanje od strane vlade
Dok se vladama obično povjerava upravljanje i provedba zaštite okoliša, često im nedostaje predanost ili sposobnost za upravljanje ekoturističkim lokacijama. Propisi za zaštitu okoliša mogu biti nejasno definirani, skupi za provedbu, teški za provedbu i nesigurna njihova učinkovitost. Državne regulatorne agencije podložne su donošenju odluka koje troše na politički korisne, ali ekološki neproduktivne projekte. Zbog prestiža i uočljivosti, izgradnja atraktivnog centra za posjetitelje na mjestu ekoturizma može imati prednost pred gorućim ekološkim problemima poput stjecanja staništa, zaštite endemskih vrsta i uklanjanja invazivnih. Konačno, utjecajne skupine mogu vršiti pritisak i utjecati na interese vlade u svoju korist. Vlada i njezina regulatorna tijela mogu imati koristi od industrije ekoturizma koju bi trebali regulirati, uzrokujući da restriktivne ekološke regulative i njihova provedba postanu blaži.
Upravljanje ekoturističkim mjestima od strane privatnih ekoturističkih tvrtki nudi alternativu troškovima regulacije i nedostatku vladinih agencija. Vjeruje se da te tvrtke imaju vlastiti interes u ograničenoj degradaciji okoliša jer će turisti platiti više za netaknut okoliš, što znači veći profit. Međutim, teorija pokazuje da ova praksa nije ekonomski izvediva i neće uspjeti upravljati okolišem.
Model monopolističke konkurencije kaže da će razlikovnost povlačiti za sobom profit, ali će profit promicati imitaciju. Tvrtka koja štiti svoja ekoturistička mjesta može naplatiti premiju za novo iskustvo i netaknuti okoliš. Ali kada druge tvrtke vide uspjeh ovog pristupa, one također ulaze na tržište sa sličnim praksama, povećavajući konkurenciju i smanjujući potražnju. Na kraju će potražnja biti smanjena sve dok ekonomska dobit ne bude nula. Analiza troškova i koristi pokazuje da poduzeće snosi troškove zaštite okoliša, a da pritom ne ostvaruje dobitke. Bez ekonomskog poticaja, cijela premisa osobnog interesa kroz zaštitu okoliša je poništena; umjesto toga, ekoturističke tvrtke će minimizirati troškove povezane s okolišem i maksimizirati turističku potražnju.
Tragedija zajedničkih dobara nudi još jedan model ekonomske neodrživosti zaštite okoliša, u ekoturističkim mjestima koja koriste mnoge tvrtke. Iako postoji zajednički poticaj za zaštitu okoliša, maksimizirajući dugoročne koristi, tvrtka će zaključiti da je u njihovom najboljem interesu iskoristiti ekoturističko mjesto iznad njegove održive razine. Povećanjem broja ekoturista, na primjer, tvrtka dobiva svu ekonomsku korist, a plaća samo dio ekoloških troškova. Na isti način, tvrtka prepoznaje da nema poticaja za aktivnu zaštitu okoliša; oni snose sve troškove, dok koristi dijele sve ostale tvrtke. Rezultat je, opet, loše upravljanje.
Uzevši zajedno, mobilnost stranih ulaganja i nedostatak ekonomskih poticaja za zaštitu okoliša znači da su ekoturističke tvrtke sklone uspostaviti se na novim lokacijama nakon što se njihova postojeća dovoljno degradira.
Osim toga, sustavni pregled literature koji su proveli Cabral i Dhar (2019.) identificirao je nekoliko izazova zbog sporog napredovanja ekoturističkih inicijativa kao što su (a) ekonomsko curenje, (b) nedostatak uključenosti vlade, (c) nedostatak vještina među lokalnim stanovništvom. zajednice, (d) nedostatak širenja obrazovanja o okolišu, (e) sporadično povećanje onečišćenja, (f) sukob između turističkog menadžmenta i lokalnih zajednica i (g) neadekvatan razvoj infrastrukture.

### Studije slučaja
Svrha ekoturizma je uključiti turiste u okruženja s malim utjecajem, nepotrošačka i lokalno orijentirana kako bi se održale vrste i staništa — osobito u nerazvijenim regijama. Iako neki projekti ekoturizma, uključujući one koji se nalaze u Sjedinjenim Državama, mogu poduprijeti takve tvrdnje, mnogi projekti nisu uspjeli riješiti neka od temeljnih pitanja s kojima se nacije uopće suočavaju. Posljedično, ekoturizam možda neće stvoriti koristi koje je namjeravao pružiti tim regijama i njihovim ljudima, au nekim slučajevima će ostaviti gospodarstva u stanju gorem nego prije.
Sljedeće studije slučaja ilustriraju rastuću složenost ekoturizma i njegovih utjecaja, pozitivnih i negativnih, na okoliš i gospodarstva raznih regija u svijetu.
- Ekoturizam u Kostariki
- Ekoturizam u Jordanu
- Ekoturizam u Južnoj Africi
- Ekoturizam u Sjedinjenim Državama